# Терська губернія
Терська губернія — губернія РРФСР, що існувала у 1921-1924 рік. Адміністративним центром губернії було місто Георгієвськ.

## Історія
Губернія утворена 20 січня 1921 року в результаті поділу Терської області на Терську губернію й Гірську АРСР.
У її складі було 5 повітів:
- Георгієвський,
- Кизлярський,
- Моздоцький,
- П'ятигорський,
- Святохрестовський[1].

13 лютого 1924 року було утворено об'єднаний Північно-Кавказький край з центром у місті Ростов-на-Дону, до складу новоствореної Південно-Східній області якого увійшли Терська губернія з центром у місті Георгієвськ, Кубано-Чорноморська область, Донська область, Ставропольська губернія та місто Грозний.
2 червня 1924 року Терська губернія перетворена на Терський округ у складі 16 районів, з центром в П'ятигорську.